# Ferdinando Fuga
Ferdinando Fuga (Florença, 11 de novembro de 1699 – Nápoles, 7 de fevereiro de 1782) foi um arquiteto do barroco italiano nascido em Florença cujas obras principais estão em Roma e Nápoles.

## Biografia
Fernando começou a trabalhar em sua cidade natal, Florença, como pupilo de Giovanni Battista Foggini. Em 1717, mudou-se para Roma para continuar seus estudos. Sua primeira obra importante foi realizada em Nápoles e entre suas encomendas na cidade estão a ricamente decorada capela no Palazzo Cellamare, na Via Chiaia, e seu portão rusticado que se abre para os jardins do palácio, com um frontão em forma de rolo e um cartucho esculpido com um brasão (1726-7). Seu patrono na cidade era o infame embaixador Antonio del Giudice, príncipe de Cellamare. Fuga também viajou para Palermo entre 1729 e 1730 para trabalhar na ponte sobre o rio Milicia.

## Roma

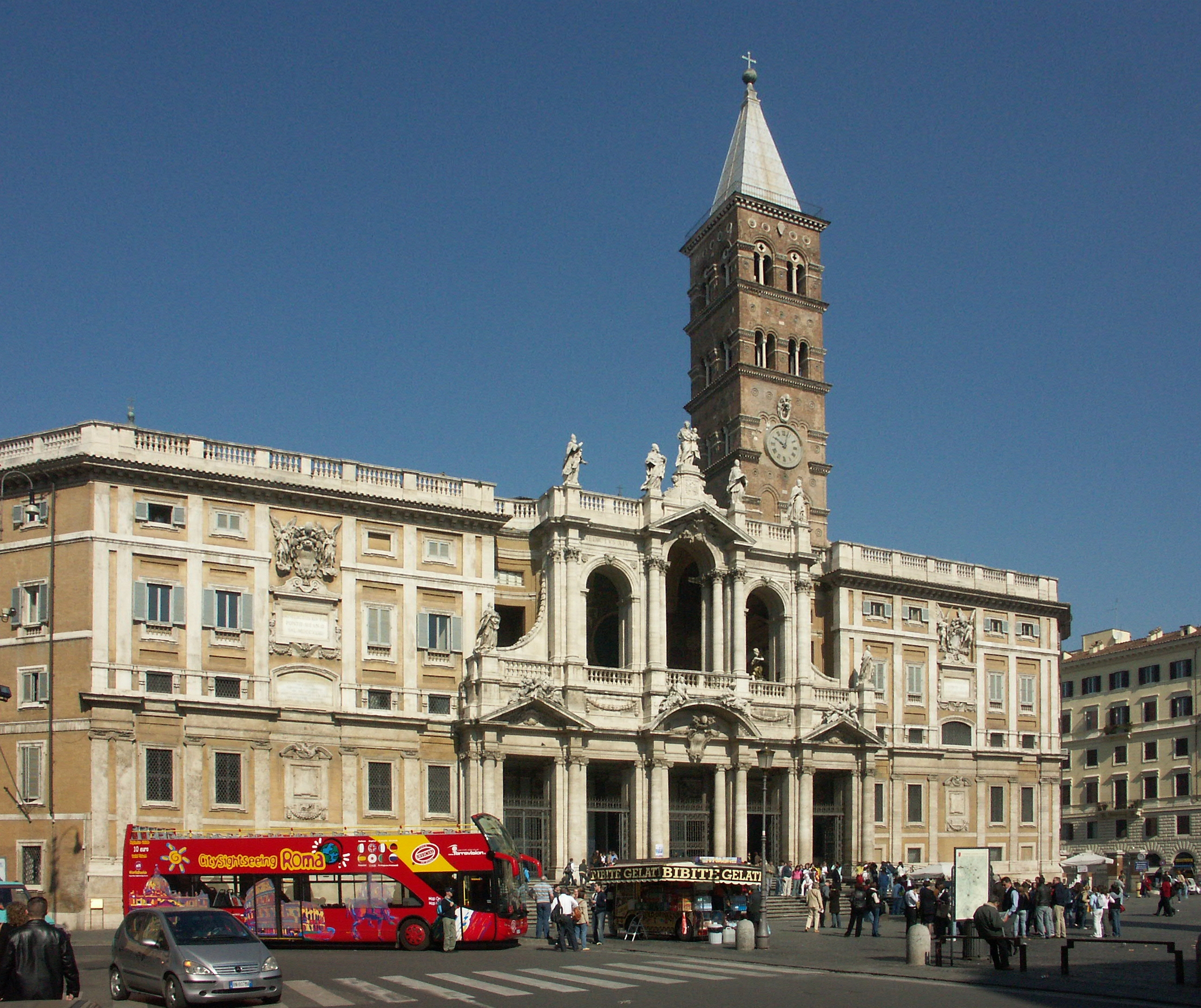
Fachada da Basílica de Santa Maria Maior, em Roma, a obra-prima de Fuga.

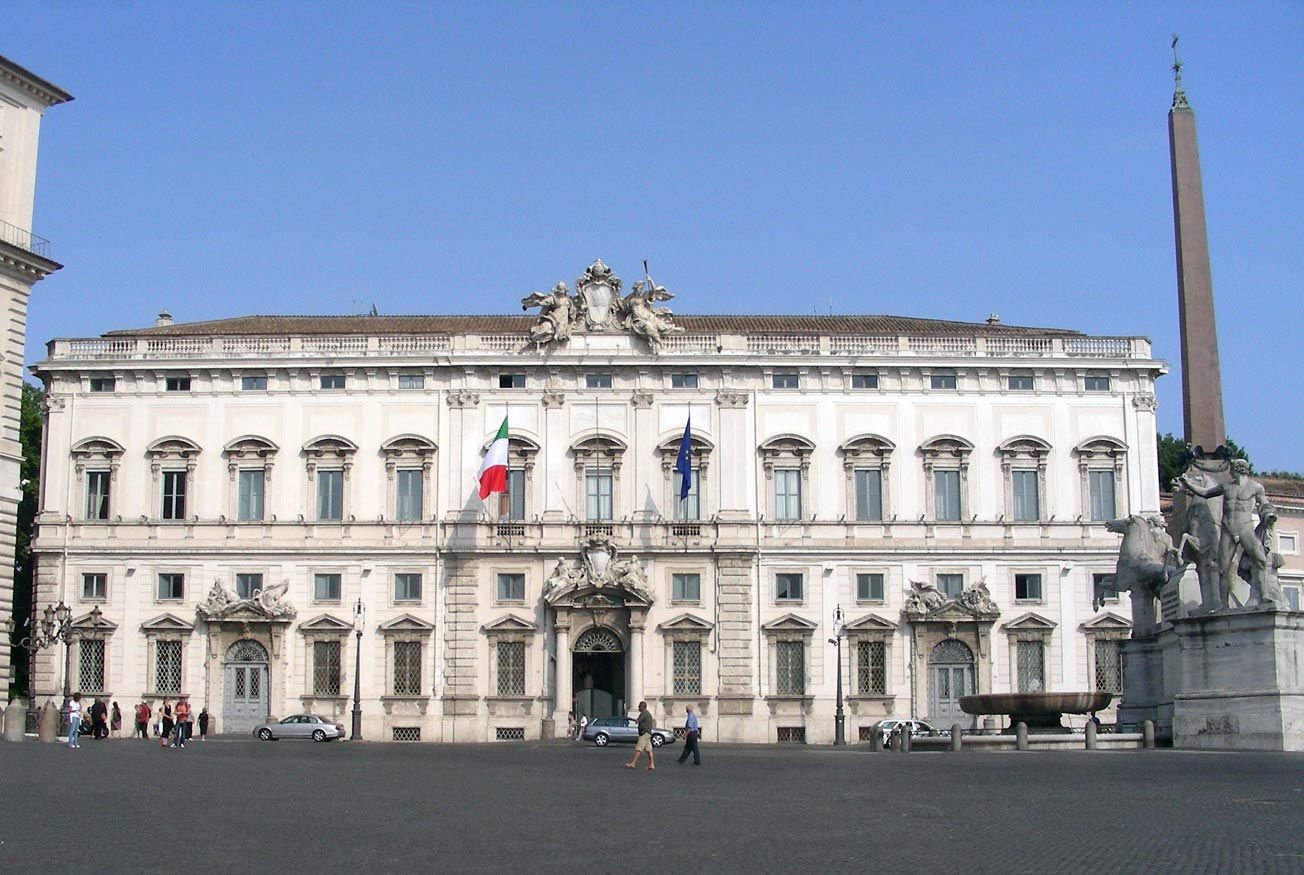
O magnífico Palazzo della Consulta, em Roma.

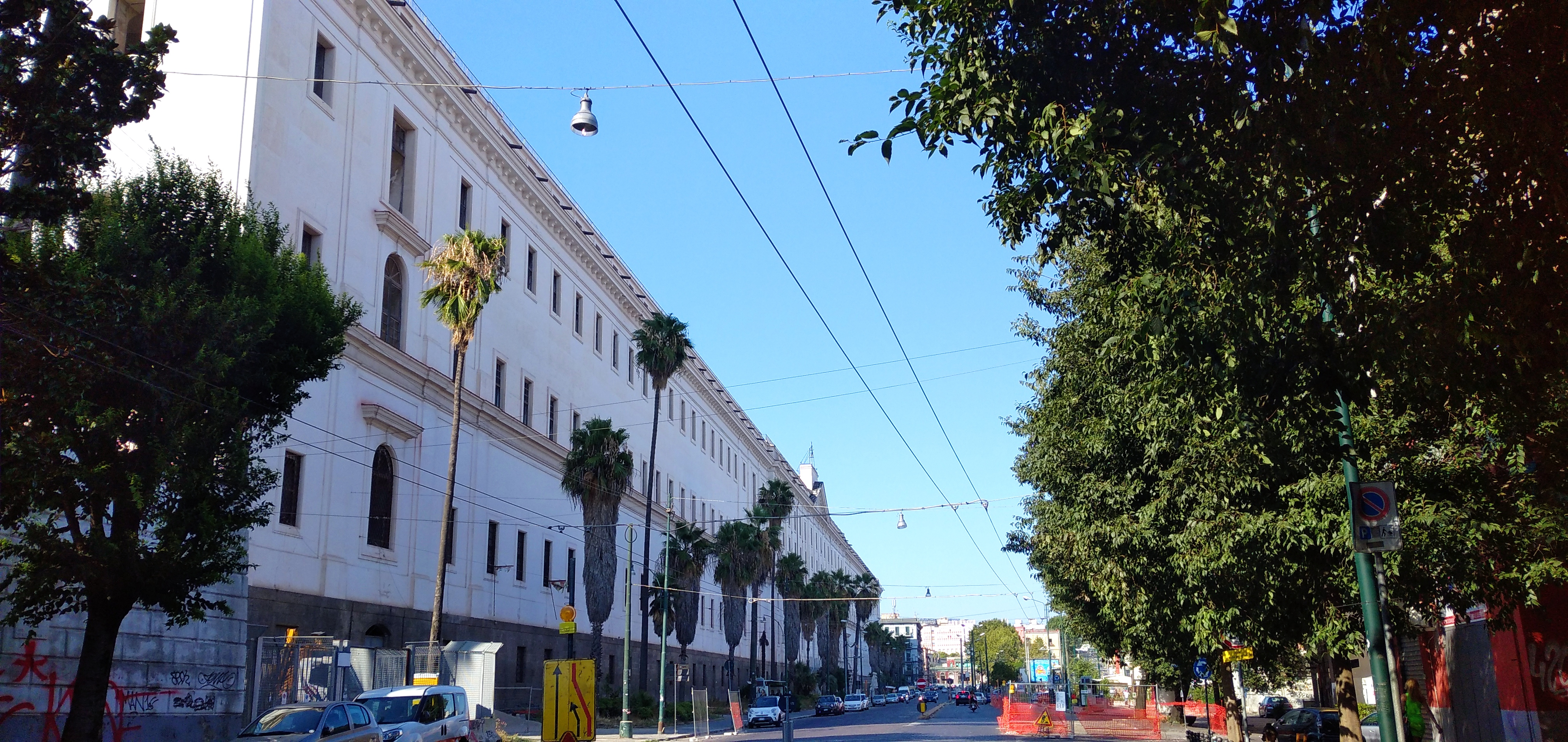
O colossal Albergo dei Poveri, em Nápoles, a principal obra de Fuga em Nápoles.

Depois de seu retorno a Roma, Fuga nomeado arquiteto dos palácios pontificiais pelo seu conterrâneo papa Clemente XII Corsini, uma posição que Bento XIV confirmou. A obra prima de Fuga é sua fachada-biombo no estilo de um palazzo construída à frente da antiga fachada da Basílica de Santa Maria Maior (1741–3). Um projeto similar é a fachada que ele projetou e construiu para Santa Cecilia in Trastevere. Em ambos os casos, muito cuidado foi tomado para não danificar os antigos mosaicos preservados nas fachadas medievais que ainda estão atrás do biombo de fuga, parte agora do nártex de cada uma das duas basílicas.
Entre suas grandes encomendas em Roma está ainda o Palazzo della Consulta (1732–5), que, assim como o vizinho Palazzo Quirinale, está de frente para a Piazza di Monte Cavallo e abrigava o antigo tribunal conhecido como "Consulta", o secretariado dos "Brevi" e dois corpos da guarda papal. Fuga projetou a fachada em dois andares com um piano nobile, cujas janelas ostentam cabeceiras arqueadas baixas encaixadas em painéis, sobre um andar térreo com um mezanino baixo. No andar de baixo, os painéis tem rusticação canelada e palmetas rusticadas nos cantos. Pilastras só aparecem no bloco central com três aberturas, muito pouco projetadas, e nos cantos.
A pequena igreja de Santa Maria dell’Orazione e Morte (1733–7) foi um pequeno projeto realizado para a Compagna della buona morte, cujo papel, desde 1538, tem sido oferecer um enterro decente para os cadáveres não reclamados de Roma. O próprio Fuga era membro da confraria, que era proprietária de um cemitério nas margens do Tibre, desaparecido no século XIX quando a Lungotevere foi construída. A igreja anterior, de 1575, foi demolida em 1733 e Fuga deu à nova uma planta elíptica coroada por uma cúpula elíptica. Na fachada, um frontão triangular envolve um outro, segmentado, com as cornijas de ambos se projetando para frente no centro e nos cantos; pares de colunas estão nos estreitos recessos entre a grande abertura central e os cantos, que são destacados por pilastras empilhadas. Caveiras laureadas servem como suporte para frontão da porta.
Várias transformações foram realizadas para os parentes dos papa Corsini no Palazzo Riario alla Lungara, que já havia sido adaptado para Cristina, rainha da Suécia, no século anterior, rebatizado de Palazzo Corsini depois que Don Neri e Don Bartolomeu Corsini o compraram do duque Riario em 27 de julho de 1736 por 70 000 scudi. Depois da morte de Cristina, em 1689, tanto a galeria de esculturas quanto a biblioteca dela foram esvaziadas e Fuga foi chamado para realizar as reformas para os irmãos Corsini, uma obra que se estendeu entre 1736 e 1758. Os irmãos mantiveram o quarto de Cristina intacto, exatamente como ela o deixou, e a fachada "urbana", de frente para a Piazza Fiammetta, também teve que ser mantida inalterada. Porém, o peso da biblioteca deixou rachaduras nas abóbadas abaixo e as reformas só terminaram em 1738. Fuga também trabalhou no jardim em frente do palazzo, começando com a ala da biblioteca, de Neri Corsini. Entre 1751-3, Fuga adicionou um bloco central idêntico abrigando uma grande escadaria que se divide para as duas alas, iluminada por grandes janelas com vista para os parterres do jardim, modificados e atualizados em 1741. As duas divisões se reuniam no pórtico do térreo. Nos interiores, Fuga conseguiu, de forma criativa, manter a separação entre as públicas das suítes residenciais.
Sant'Apollinare (c. 1748) foi outra encomenda, assim como Gesù Bambino all'Esquilino (1736). Fuga completou ainda o Palazzo del Quirinale, o edifício vizinho do "Segretario delle Cifre" e a ampla nova ala ("Manica Lunga").

## Reino de Nápoles
Em 1748, Fernando foi chamado a Nápoles, junto com um time liderado por Luigi Vanvitelli, para trabalhar para o rei bourbon Carlos III, rei das Duas Sicílias. Lá, Fuga trabalhou como um dos arquitetos da corte nas grandes renovações que o rei e seu ministro progressista, Bernardo Tanucci, que estavam alterando completamente a cidade, criando novos bairros, abrindo em novas avenidas arteriais e promovendo modernizações sociais e econômicas no reino até então muito atrasado. A parte imediata do planejamento urbanístico envolveram, por exemplo, a construção do colossal Albergo dei Poveri, com sua fachada de estuque cinza de 354 metros. Projetado para ser um hospício para abrigar 8 000 de todas as partes do reino, mas especialmente os moradores de rua da cidade, um projeto que se realizou apenas em parte. O projeto final de Fuga, centrado na igreja hexagonal, dedicou um pátio para cada uma das camadas demográficas da cidade cada um com sua própria entrada. A construção começou em julho de 1751, mas, depois que o rei Carlos foi para a Espanha assumir a coroa, a obra reduziu a velocidade e, quando ela finalmente parou de vez, em 1819, três dos cinco pátios de Fuga, visíveis ainda hoje, estavam prontos. 
O pavimento, em mármore multicolorido, que Fuga projetou em 1761 para Santa Chiara não existe mais, mas sua "Capela dos Regi Depositi" (1766) sobreviveu. Um segundo projeto com um cariz social foi o Cimitero delle 366 Fosse (uma para cada dia do ano), não muito longe do Albergo, para o qual Fuga teve que obter a aprovação de Fernando I das Duas Sicílias em 1762. O objetivo do projeto era dar destino digno para os cadáveres dos napolitanos mais pobres que eram entregues no Ospedale e, até então, dispensados de várias formas nos subúrbios da cidade. O cemitério funcionou até 1890. Num terceiro projeto de grande porte, Fuga projetou os "Granili" (1779?), imensos celeiros públicos além de um arsenal militar e uma ponte (todos demolidos). 
Em Palermo, o complexo gótico e românico da catedral havia sido danificado por terremotos e, em 1767, Fuga encarregado de reconstruir o interior, as pequenas cúpulas laterais sobre as capelas laterais e de construir a grande cúpula sobre o cruzeiro. O interior surpreende pela simplicidade em relação à mistura de estilos do exterior.
Em Nápoles, fuga foi chamado, em 1768, para transformar o grande salão de baile do Palácio Real, em desuso desde a mudança da corte para Caserta, num teatro. Para os clientes mais importantes, Fuga construiu diversos palácios, notavelmente o Palazzo Aquino di Caramanico e o Palazzo Giordano, e villas, como a Villa Favorita, em Ercolano, um projeto típico da época, com uma fachada diretamente para a rua e a outra, para os grandes jardins. Em sua última grande obra, a fachada da igreja Gerolamini (c. 1780), Fuga manteve seu estilo completamente barroco.